# 鈴木香音
鈴木香音（1998年8月5日—），日本女子組合「早安少女組。」第九期成員。於2016年5月31日自早安少女組畢業。
日本愛知縣出身，官方暱稱為「ズッキ」。血型B型。

## 個人簡歷

### 2011
- 1月2日，與生田衣梨奈及鞘師里保一同被選入早安少女組。同期加入的還有譜久村聖[1]。
- 3月23日，預定發行出道曲第45單『まじですかスカ！』。(因2011年3月11日的日本大地震延至4月6日發行[2])。
- 10月8日至17日，與新垣里沙,田中れいな,譜久村聖,生田衣梨奈,鞘師里保,及工藤遥（當時還是以Hello!Pro Egg的身分參與）參演新舞台劇「Reborn~命のオーディション」

### 2012
- 1月3日，與Hello! Project合作參演「數學♥女子學園」。
- 4月18日，宣布田中れいな會領著早安少女組。的第九期和第十期生參演「Stacies 少女再殺歌劇」
- 9月10日，モーニング娘。9期部落格「Qブログ」開設。

### 2013
- 8月24日，於Youtube官方網站上釋出宣傳短片「1／娘。　モーニング娘。 鈴木香音」[3]。

### 2014
- 12月1日，接下隊長道重沙由美畢業後的個人廣播節目，並更名為「モーニング娘。'14鈴木香音のいつでも!カンノンスマイル」。

### 2015
- 8月19日，在第59張單曲「「Oh my wish!/スカッとMy Heart/今すぐ飛び込む勇気」中首次站上center的位置，與工藤遙共同擔任「Oh my wish!」的中心及主唱。

### 2016
- 2月7日，宣佈將在春季演唱會最終場上畢業，並從藝能界隱退，退出後將專注於「介護福祉」的學習[4]。
- 5月31日，於日本武道館的演唱會上從早安少女組畢業。

## 特徵
- 擁有充滿元氣的笑顏。
- 會模仿昆蟲，以及蝴蝶破繭而出等動作[5]。
- 比起加入時的身型增胖許多[6]，也曾在與森三中的合作中提到要代替休業的大島活動[7]。
- 有一隻睡覺就一定會抱著的小熊玩偶「ちゃーちゃん」。
- 2015年時曾在兩個月內減重9公斤，並順利站上新單曲的center位置。

## 出演

### TV
- 数学♥女子学园（2012年1月11日～3月28日、日本テレビ）－大冢メイ 役。

### 番組
- 美女學（2011年1月6日～2011年4月14日、テレビ東京）
- ハロプロ!TIME（2011年4月21日～2012年5月31日、テレビ東京）
- ハロー!SATOYAMAライフ（2012年6月21日～2013年12月27日、テレビ東京）
- The Girls Live（2014年1月9日～、テレビ東京）

### Radio
- モーニング娘。のモーニング女学院～放课後ミーティング～ （2012年－ラジオ日本)
- モーニング娘。'14鈴木香音のいつでも!カンノンスマイル（2014年12月3日-2016年5月24日、CBCラジオ）

### DVD
- Greeting ～鈴木 香音～（2011年6月、e-LineUP!、e-Hello!シリーズ）

### 舞台劇
- リボーン〜命のオーディション〜（2011年10月8日 - 17日、全労済ホール スペースゼロ）
- ステーシーズ 少女再殺歌劇（2012年6月6日 - 12日、全労済ホール スペース・ゼロ)
- ミュージカル「LILIUM-リリウム 少女純潔歌劇－」（2014年6月5日～15日、東京池袋サンシャイン劇場；6月20～21日、大阪森ノ宮ピロティーホール）

### 映画
- シェアハウス（2011年11月12日、監督－喜多一郎）

### 雜誌
- 「TopYell」（2012年6月6日、2014年4月7日）
- 「ENTAME」（2013年10月號）
- 「週刊少年マガジン」（2014年1月29日號）
- 「BOMB」（2014年3月8日）
- 「CD Journal」（2014年4月19日）
- 「TV fan」（2014年4月24日）

## 書籍
- モーニング娘。 15th Anniversary Photobook ZERO（2013年9月30日）

## 寫真集
- 2012年9月10日 - モーニング娘。9・10期 1st official Photo Book
- 2012年12月16日 - 「アロハロ！モーニング娘。9期寫真集」
- 2014年5月30日 - モーニング娘。'14写真集『ミチシゲカメラ'13-'14』

## 所屬團體
早安少女組｡（2011年1月2日～ 2016年5月31日）

## 外部連結
- モーニング娘。Hello!Project （页面存档备份，存于）
- モーニング娘。Official YouTube Channel （页面存档备份，存于）
- モーニング娘。Ｑ期オフィシャルブログ  （页面存档备份，存于）